# Lars Hermel

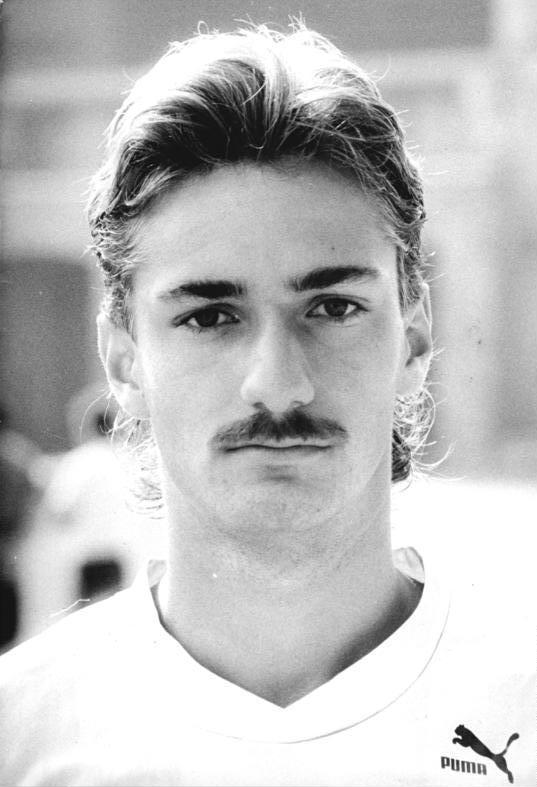
Lars Hermel, 1990

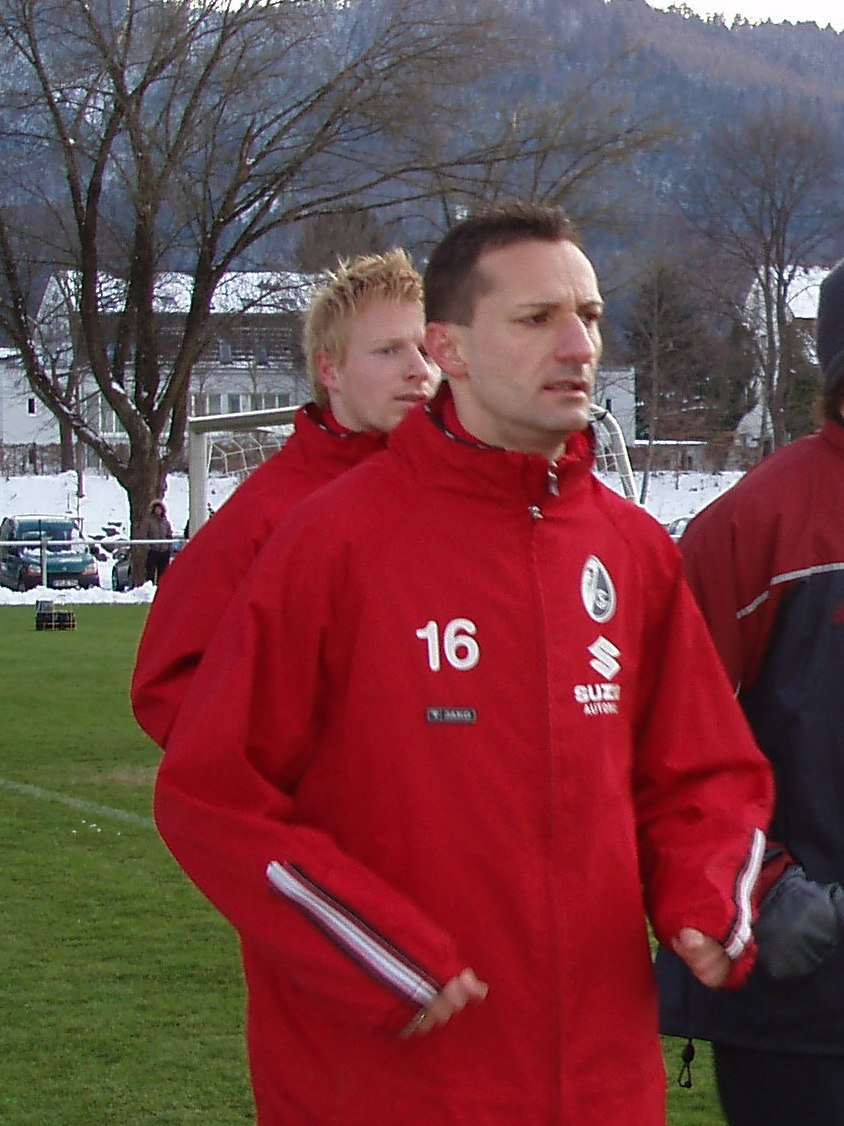
Lars Hermel 2006 als Trainer

Lars Hermel (* 28. September 1970 in Karl-Marx-Stadt) war Fußballspieler in der DDR-Oberliga und der deutschen Bundesliga. Er ist mehrfacher DDR-Juniorennationalspieler.

## Fußball-Laufbahn

### Karl-Marx-Stadt
Hermel begann bei der Betriebssportgemeinschaft (BSG) Lokomotive in Karl-Marx-Stadt, dem heutigen Chemnitz. Mit elf Jahren wechselte er zum Fußballzentrum des DDR-Bezirks Karl-Marx-Stadt, dem FC Karl-Marx-Stadt (FCK). Von 1987 bis 1989 gehörte er zum Aufgebot des FCK für die Junioren-Oberliga. In den Jahren 1988 und 1989 spielte er in den U-18 und U-20-Nachwuchsmannschaften des DDR-Fußball-Verbandes und gewann mit der U-18-Auswahl den dritten Platz bei der U-18-Fußball-Europameisterschaft 1988. Zur Saison 1989/90 übernahm ihn der FCK noch als Schüler in seine DDR-Oberligamannschaft. In der DDR-Spitzenliga kam der 1,80 m große Hermel jedoch nur am 6. und 25. Spieltag dieser Saison zu Kurzzeiteinsätzen. Im Frühjahr 1990 war er kurzzeitig zur zweitklassigen BSG Motor „Fritz Heckert“ abgegeben worden. 1989 wurde Hermel auch in die Fußballolympiaauswahl der DDR berufen, mit der er mehrere Testspiele bestritt. Noch vor Beginn der Qualifikationsspiele für Olympia 1992 wurde die Mannschaft im Zuge der deutschen Wiedervereinigung zurückgezogen.

### Zwickau
Mit Beginn der Spielzeit 1990/91 wechselte Hermel erneut in die zweitklassige DDR-Liga und spielte nun für den FSV Zwickau. Nach der Einstellung des DDR-Fußballspielbetriebes trat der FSV ab 1991/92 in der zu diesem Zeitpunkt drittklassigen Oberliga Nordost an. Mit Hermel stiegen die Zwickauer 1994 in die 2. Bundesliga auf und konnten sich dort vier Spielzeiten lang halten. Hermel gehörte in dieser Zeit als Mittelfeld- oder Abwehrspieler stets zum Stammpersonal, stand in 123 der 136 ausgetragenen Punktspiele in der Mannschaft und erzielte als defensiv ausgerichteter Spieler 18 Tore.

### Freiburg
Nach Zwickaus Abstieg schloss sich Hermel ab 1998/99 dem Bundesligisten SC Freiburg an. Dort verbrachte er bis 2006 acht Spielzeiten, sechs in der 1. Bundesliga, 2002/03 und 2005/06 in der 2. Bundesliga. In seinen ersten beiden Freiburger Jahren war Hermel wieder Stammspieler. Danach warfen ihn Verletzungen und Krankheit zurück, sodass er in den folgenden Spielzeiten nur noch sporadisch eingesetzt wurde. Hermel absolvierte für die Breisgauer 103 Spiele in der 1. Bundesliga und 27 Partien in der 2. Bundesliga. Während er in der 1. Bundesliga torlos blieb, erzielte im Zweitligaspiel gegen die Kickers Offenbach am 11. September 2005 nach 120 Einsätzen sein einziges Meisterschaftstor für den Sport-Club. 2006 beendete Hermel seine Laufbahn als Berufsspieler. 
Mit Beginn der Saison 2006/07 war er als Spielertrainer für den viertklassigen Oberliga-Aufsteiger Bahlinger SC aktiv. Am 10. Oktober 2007 wurde er wegen des schwachen Saisonstarts als Trainer entlassen. Er kehrte zum SC Freiburg zurück und wurde dort Jugendtrainer.